# Orobanche hederae
La succiamele dell'edera (nome scientifico Orobanche hederae Duby, 1828)  è una pianta parassita, appartenente alla famiglia delle Orobanchaceae.

## Etimologia
Il nome generico (Orobanche) deriva da due termini greci òrobos (= legume) e anchéin (= strozzare) e indicano il carattere parassitario di buona parte delle piante del genere di questa specie soprattutto a danno delle Leguminose (nell'antica Grecia questo nome era usato per una pianta parassita della veccia - Vicia sativa). L'epiteto specifico (hederae), nome latino per l'edera, fa riferimento alla pianta ospite.
Il nome scientifico di questa specie è stato definito per la prima volta dal botanico e clerico svizzero Jean Étienne Duby (1798-1885) nella pubblicazione Botanicon gallicum; seu Synopsis plantarum in Flora gallica descriptarum - Bot. Gall. 350. del 1828.

## Descrizione
Queste piante sono alte da 15 a 40 – 50 cm. La forma biologica è terofita parassita (T par), sono piante erbacee che differiscono dalle altre forme biologiche poiché, essendo annuali, superano la stagione avversa sotto forma di seme e sono munite di asse fiorale eretto e spesso privo di foglie. In questa specie sono presenti anche piante con forme biologiche perenni tipo geofite parassite (G par), sono piante provviste di gemme sotterranee e radici che mostrano organi specifici per nutrirsi della linfa di altre piante. Non contengono clorofilla per cui nel secco si colorano di bruno.

### Radici
Le radici sono fascicolate e si diramano da un bulbo o rizoma centrale. Nella parte finale sono provviste di austori succhianti che parassitano l'apparato radicale delle piante ospiti.

### Fusto
La parte aerea del fusto è eretta e semplice (non ramosa); la forma è cilindrica (o più o meno angolosa) ingrossata alla base. Gli scapi terminali sono sempre fioriferi (mai sterili).

### Foglie
Le foglie sono ridotte a delle squame spiralate prive di clorofilla (non sono fotosintetizzanti) ed hanno delle forme lanceolato-triangolari. Dimensione delle foglie: larghezza 4 – 6 mm; lunghezza 13 – 20 mm.

### Infiorescenza
Le infiorescenze, a forma di spiga o racemo, sono inizialmente dense, in seguito si presentano con i fiori distanziati. Le brattee dell'infiorescenza sono del tipo lanceolato-triangolari. Dimensione dell'infiorescenza: larghezza 2 - 2,5 cm; lunghezza 10 – 30 cm. Dimensione delle brattee: larghezza 3 – 4 mm; lunghezza 14 – 18 mm.

### Fiore
I fiori sono ermafroditi, zigomorfi (del tipo bilabiato), tetrameri, ossia con quattro verticilli (calice – corolla - androceo – gineceo) e pentameri (la corolla è a 5 parti, mentre il calice anch'esso a 5 parti spesso è ridotto). In questa specie i fiori alla base sono avvolti da 3 elementi: in posizione centrale è presente una brattea; su entrambi i lati è presente una lacinia calicina profondamente bifida (non sono presenti le bratteole). Lunghezza totale del fiore: 10 – 20 mm.
- Formula fiorale: per questa pianta viene indicata la seguente formula fiorale:[6]

X, K (4/5), [C (2+3), A 2+2], G (2), (supero), capsula
- Calice: il calice è gamosepalo a 3 parti, ossia quattro sepali saldati 2 a 2 tipo lacinie lineari-lesiniformi ben separate o collegate alla base, più una brattea centrale. Dimensione del calice: 10 – 14 mm.
- Corolla: la corolla, di tipo personato, è simpetala e consiste in un tubo cilindrico caratteristicamente ristretto a fiasco verso le fauci, terminante in un lembo bilabiato; dei due labbri quello superiore è intero e retuso, mentre quello inferiore è trilobato con lobo centrale maggiore di quelli laterali. La superficie della corolla è più o meno glabra, ed è colorata di giallo brunastro con sfumature purpuree. Dimensione della corolla: 13 – 16 mm.
- Androceo: l'androceo possiede quattro stami didinami (due grandi e due piccoli). I filamenti sono poco pelosi alla base e sono inseriti a 1/4 dalla base della corolla. Le antere, glabre, sono disposte trasversalmente e sono provviste di due logge più o meno uguali. Le sacche polliniche hanno l'estremità inferiore a forma di freccia.[7]
- Gineceo: l'ovario è supero formato da due (o tre) carpelli ed è uniloculare; le placente sono due o quattro di tipo parietale, a volte unite al centro e portanti un numero molto elevato di ovuli. Lo stilo è del tipo filiforme; lo stigma è capitato o del tipo a 2 - 4 lobi ed è colorato di giallo.
- Fioritura: da aprile a giugno.

### Frutti
Il frutto è una capsula loculicida a forma più o meno ovoidale. I semi, molti e minuti dalle dimensioni quasi microscopiche, contengono un embrione rudimentale indifferenziato e composto da poche cellule; sono colorati di nero.

## Riproduzione
- Impollinazione: l'impollinazione avviene tramite insetti (impollinazione entomogama).
- Riproduzione: la fecondazione avviene fondamentalmente tramite l'impollinazione dei fiori (vedi sopra).
- Dispersione: i semi cadendo a terra sono successivamente dispersi soprattutto da insetti tipo formiche (disseminazione mirmecoria).

## Biologia
Queste piante non contengono clorofilla per cui possiedono organi specifici per nutrirsi della linfa di altre piante. Le loro radici infatti sono provviste di uno o più austori connessi alle radici ospiti per ricavare sostanze nutritive. Inoltre il parassitismo di Orobanche hederae è tale per cui anche i semi per germogliare hanno bisogno della presenza delle radici della pianta ospite; altrimenti le giovani piantine sono destinate ad una precoce degenerazione.
In genere questa specie è parassita della pianta dell'edera e vive sulle sue radici.

## Distribuzione e habitat

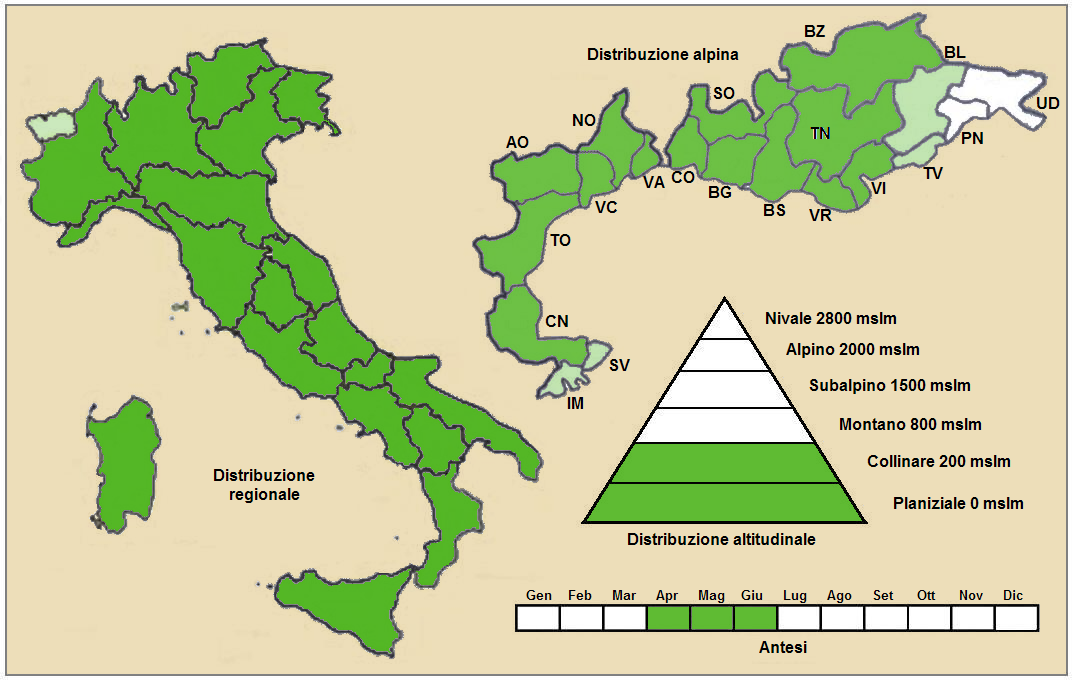
Distribuzione della pianta
(Distribuzione regionale – Distribuzione alpina)

- Geoelemento: il tipo corologico (area di origine) è Euri-Mediterraneo.
- Distribuzione: in Italia è una pianta rara ma presente su tutto il territorio. Nelle Alpi si trova su tutto l'arco alpino soprattutto verso occidente; in Francia (sempre sull'arco alpino) è presente nei dipartimenti di Drôme, Isère, Savoia e Alta Savoia; in Svizzera nei cantoni Berna, Vallese e Ticino; in Austria nei Länder del Tirolo Settentrionale. Sugli altri rilievi europei collegati alle Alpi si trova nella Foresta Nera, Vosgi, Massiccio del Giura, Massiccio Centrale, Pirenei e Alpi Dinariche.[12] Nel resto dell'Europa è presente ovunque ad esclusione dell'Europa dell'Est e della Scandinavia. Si trova anche in Anatolia, in Transcaucasia e nel Magreb.[13]
- Habitat: l'habitat tipico sono le aree nelle quali sono presenti le piante dell'edera; ma anche i parchi, i giardini, gli impianti sportivi e gli arbusteti meso-termofili. Il substrato preferito è calcareo ma anche siliceo con pH neutro, medi valori nutrizionali del terreno che deve essere mediamente umido.[12]
- Distribuzione altitudinale: sui rilievi queste piante si possono trovare fino a 800 m s.l.m.; frequentano quindi i seguenti piani vegetazionali: collinare e quello planiziale – a livello del mare.

### Fitosociologia
Dal punto di vista fitosociologico Orobanche hederae appartiene alla seguente comunità vegetale:
Formazione: delle comunità forestali
Classe: Carpino-Fagetea
Ordine: Fagetalia sylvaticae
Alleanza: Carpinion betuli

## Tassonomia
La famiglia di appartenenza della specie (Orobanchaceae) comprende soprattutto piante erbacee perenni e annuali semiparassite (ossia contengono ancora clorofilla a parte qualche genere completamente parassita) con uno o più austori connessi alle radici ospiti. È una famiglia abbastanza numerosa con circa 60 - 90 generi e oltre 1700 - 2000 specie (il numero dei generi e delle specie dipende dai vari metodi di classificazione) distribuiti in tutti i continenti.
La classificazione del genere Orobanche è problematica in quanto le varie specie differiscono una dall'altra per piccoli caratteri soprattutto nella forma del calice-corolla e per i vari colori delle parti floreali che presto tendono al bruno appena la pianta "entra" nel secco. Molte specie hanno una grande specificità dell'apparato radicale per cui una possibile distinzione è possibile tramite l'individuazione della pianta parassitata (vedi il paragrafo "Biologia").

### Filogenesi
Secondo una recente ricerca di tipo filogenetico la famiglia Orobanchaceae è composta da 6 cladi principali nidificati uno all'interno dell'altro. Il genere Orobanche si trova nel terzo clade (relativo alla tribù Orobancheae) insieme ai generi Boschniakia C. A. Mey. ex Bong. 1833, Cistanche Hoffmans. & Link 1809, Conopholis
Wallr.1825, Epifagus Nutt. 1818, Eremitilla Yatsk. & J. L. Contr., 2009, Kopsiopsis (Beck) Beck 1930, Mannagettaea Harry Sm.
1933. Orobanche è monofiletico e rappresenta il core del clade ed è “gruppo fratello” del genere Mannagettaea e quindi di tutto il resto del gruppo.
All'interno del genere Orobanche la specie Orobanche hederae appartiene alla sezione Orobanche L. caratterizzata soprattutto dalla forma del calice a tre parti ossia quattro sepali saldati 2 a 2 tipo lacinie ben separate o collegate alla base, più una brattea. L'altra sezione presente in Italia (Trionychon Wallr.) è caratterizzata dal calice diviso in 5 parti: in posizione centrale è presente una brattea, mentre su entrambi i lati sono presenti una bratteola lineare e una lacinia calicina profondamente bifida. Nella sezione Orobanche, O. hederae, secondo una ricerca del 2003, è “gruppo fratello” (è vicina geneticamente) della specie Orobanche latisquama  (F.W.Schultz) Batt. (non presente in Italia); queste due specie a loro volta sono “gruppo fratello” di Orobanche alba Stephan ex Willd. e Orobanche artemisiae-campestris Gaudin..
Il numero cromosomico di O. hederae è: 2n = 38.

### Variabilità
Questa pianta è variabile (si può presentare con differenti aspetti). In particolare i caratteri soggetti a variabilità sono:
- la pubescenza: tutta la pianta è densamente peloso-ghiandolosa, ma a volte può presentarsi quasi glabra;
- il profilo dorsale della corolla: varia da arcuato a quasi diritto;
- l'infiorescenza: si può presentare da densa a più o meno interrotta (con i fiori spaziati).

### Sinonimi
Questa entità ha avuto nel tempo diverse nomenclature. L'elenco seguente indica alcuni tra i sinonimi più frequenti:
- Catodiacrum luteum Dulac
- Orobanche balearica Sennen & Pau
- Orobanche glaberrima  Guss. ex Reut.
- Orobanche hederae f. stenantha  (Lojec.) Beck
- Orobanche laurina  Bonap. ex Bertol.
- Orobanche stenantha  Lojac.
- Orobanche yuccae  Pi.Savi ex Bertol.

## Altre notizie
L'orobanche dell'edera in altre lingue è chiamata nei seguenti modi:
- (DE)  Efeu-Sommerwurz o Efau-Würger
- (FR)  Orobanche du lierre
- (EN)  Ivy Broomrape